# 잠베지 국립공원

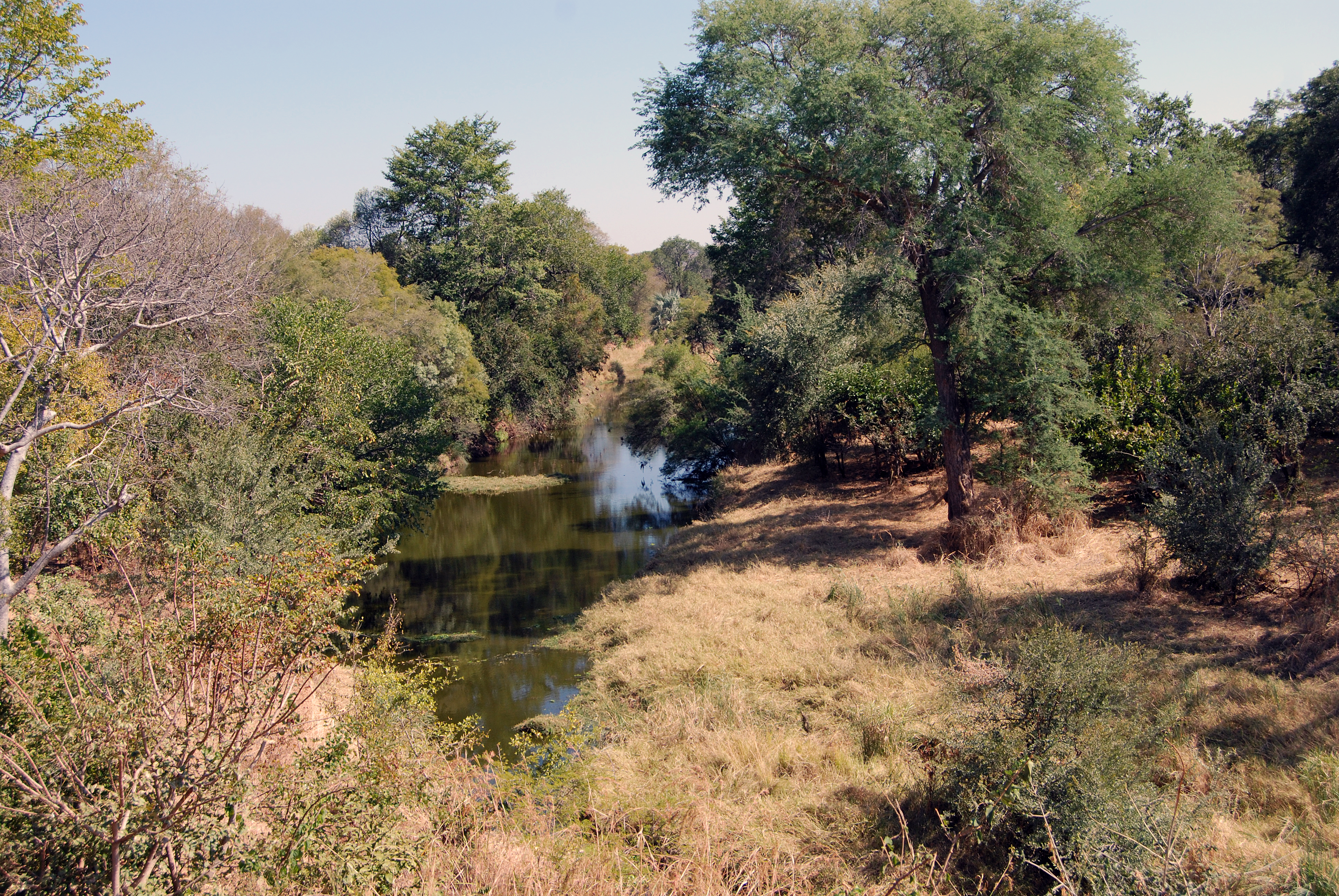
빅토리아 폭포 근처의 잠베지 국립공원

잠베지 국립공원(Zambezi National Park)은 짐바브웨의 잠베지강에 있는 빅토리아 폭포에서 상류에 위치한 국립공원이다. 1979년 빅토리아 폭포 국립공원에서 분리되었으며 크기는 56,000 헥타르이다. 그 공원은 카준굴라로 가는 길로 양분되어 있는데, 강가 쪽과 차마본다 블레이 쪽으로 나뉜다. 공원의 대부분은 잠베지 숲과 모파네 숲의 생태지역 안에 있고, 남쪽의 작은 부분은 잠베지의 바이키아아 숲 안에 있다.

## 동물군
잠베지 국립공원은 아프리카코끼리, 사자, 아프리카물소, 표범을 포함한 다양한 대형 포유동물의 서식지이다. 이 "빅 5"의 카리스마 넘치는 일원들은 물론, 일런드, 사바나얼룩말, 남부기린, 큰쿠두, 물영양, 임팔라 무리도 있다. 게다가, 작은 야생동물의 많은 종들이 이곳에서 볼 수 있다.
잠베지 국립공원 내에 400종 이상의 새들이 기록되어 있다. 펠스올빼미, 아프리카집게제비갈매기, 래너매, 골리앗왜가리, 아프리카지느러미발, 바위제비물떼새, 롱토드랩윙이 이 공원의 특산 조류로 여겨지고 있다. 새와 육지 동물 외에도, 유명한 타이거피쉬를 포함하여 75종의 물고기가 공원에 위치해 있다. 작은 잠베지 국립공원은 빅토리아 폭포에서 당일치기 여행을 하기에 좋은 장소이다. 공원 안쪽에 잠베지강이 내려다보이는 몇몇 오두막집들이 있어 진정한 덤불 체험을 할 수 있다. 기린과 얼룩말뿐만 아니라 코끼리와 물소도 정기적으로 목격된다. 영양에는 물영양, 임팔라, 검은담비 등 다양한 종류가 있다.

## 접근
잠베지 국립공원에 접근하는 가장 쉬운 방법은 잠베지강 보호구역을 사용하는 것인데, 잠베지 강둑을 따라 광범위한 도로망이 있고 정문을 통해 접근할 수 있다. 방문객을 공원의 남쪽 황야로 데려갈 수 있는 25킬로미터의 차마본도 보호구역에 있고, 그것은 빅토리아 폭포에서 불라와요 도로로 바로 남쪽으로 5킬로미터 떨어진 빅토리아 폭포 타운에서 시작한다.